# Institut universitaire de technologie de Lyon-II
 (novembre 2022).
L'institut universitaire de technologie de Lyon II, dit IUT Lumière, est un IUT créé en 1992. Cet institut interne à l'université de Lyon II est situé à Bron sur le campus Portes des Alpes.

## Formations
L'IUT Lumière est un institut universitaire de technologie créé en 1992 à Lyon et implanté sur le campus de Bron. À sa création, il propose deux spécialités : gestion des entreprises et des administrations (GEA) et gestion logistique et transport (GLT). En 1997, deux autres spécialités sont ajoutées : organisation et génie de la production (OGP) et statistique et traitement informatique des données (STID).
L'IUT Lumière est le seul IUT à fonctionner exclusivement en alternance. 
Depuis la réforme de 2021, l'établissement propose des Bachelors universitaires de technologie (BUT). Ses cinq BUT et deux licences professionnelles se déroulent selon ce principe. Ils peuvent aussi être préparés en formation continue. 
La première année est consacrée à la préparation de l'alternance : les élèves suivent des cours magistraux, TD et TP et réalisent un stage de sept semaines en entreprise. En deuxième et troisième année, les élèves sont en alternance. 
L'IUT est partenaire de plus de 3000 entreprises. En 2025, l'IUT compte environ 350 élèves en première année. 

### Départements
L'IUT compte cinq départements proposant des Bachelors universitaires de technologie (BUT) :
- BUT Qualité, logistique industrielle et organisation (QLIO)
- BUT Management de la Logistique et des Transports (MLT)
- BUT Gestion des entreprises et des administrations  (GEA)
- BUT Hygiène Sécurité Environnement (HSE)
- BUT Science des Données (SD)

### Licences professionnelles
L'institut propose les licences professionnelles suivantes :
- Licence pro Gestion des Opérations de Marchés Financiers et de Réseau (GOMFIR)
- Licence pro Logistique Globale (LG)

## Locaux de l'IUT Lumière
Les locaux de l'IUT Lumière sont composés de trois bâtiments situés sur le campus de Bron de l'Université Lyon 2.
Le 3e bâtiment de l'IUT Lumière a été inauguré par Najat Vallaud-Belkacem, ministre de l'enseignement supérieur en décembre 2014. En plus de nombreuses nouvelles salles de cours, il donne accès aux étudiants à de nouveaux espaces de mise en pratique avec l'ouverture d'une halle technologique et d'un laboratoire HSE.

## Récompenses
Pour son implication dans la professionnalisation et le rapprochement Université-Entreprise, l'IUT de Lyon-Bron a reçu, en mars 2007, une distinction de la part de l'Union nationale des présidents d'IUT (l'UNPIUT). L'autre IUT distingué est celui de Marne-la-Vallée.
En 2014, l'IUT Lumière est reconnu comme l'un des trois IUT de France ayant la plus forte valeur ajoutée du point de vue de la réussite au diplôme.